# Namaka (hold)

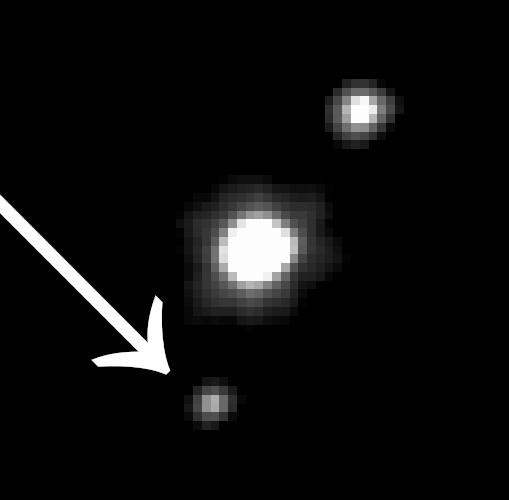
Ezen a Haumearól és a holdjairól készült képen a legalsó a Namaka

Namaka a Haumea törpebolygó egyik holdja. A törpebolygó körül keringő másik holdhoz képest kisebb átmérőjű és beljebb húzódik a pályája. Az égitest 2005. június 30-án lett azonosítva nagy teljesítményű távcsővel készült felvételeken. Nevét a hawaii mitológia tengeristennőjéről kapta. A fő égitesttől 25 657 km-re kering, 18,278 nap alatt megtéve egy ciklust.

## Fizikai tulajdonságai
Átmérőjét 170 km-re becsülik a kutatók. Felszín összetétele spektroszkópiai megfigyelések alapján vízjégből tevődik össze.
Tömege a Haumea tömegének mindössze 0,05%-a. Látszólagos fényessége 21,9 magnitúdó, ez a fő égitest fényességének az 1,5%-a.

## Külső hivatkozások
- http://web.gps.caltech.edu/~mbrown/2003EL61/
- http://www.johnstonsarchive.net/astro/astmoons/am-136108.html